# Кампо-Марціо (район)
Кампо-Марціо (Campo Marzio, Марсове поле) - IV район Рима. Він охоплює північну частину Марсового Поля від Іспанських Сходів до П'яцца дель Пополо.

## Історія
Ця територія в античні часи лежала поза межею міста і була забудована численними громадськими спорудами. З середніх віків однак  стає  цей район із найбільшою густиною населення в Римі.

## Герб
Гербом району є срібний місяць на блакитному тлі.